# Hexatoma ruficauda
Hexatoma ruficauda är en tvåvingeart som först beskrevs av Edwards 1931.  Hexatoma ruficauda ingår i släktet Hexatoma och familjen småharkrankar. Inga underarter finns listade i Catalogue of Life.